# ندای انصاف
ندای انصاف (به هندی: Insaf Ki Pukar) یا ندای عدالت فیلمی محصول سال ۱۹۸۷ و به کارگردانی تاتیننی راما رائو است. در این فیلم بازیگرانی همچون درمندرا، جیتندرا، آنیتا راج، بهانوپریا، پریم چوپرا، انوپم کهیر، قادرخان، شاکتی کاپور، آریونا ایرانی ایفای نقش کرده‌اند.